# Herb Gwinei
Herb Gwinei został przyjęty w 1984 roku i przedstawia gałązkę oliwną na tarczy o polach czerwonym i zielonym. Nad tarczą znajduje się gołąb, a poniżej wstęga z napisem Travail, justice, solidarite (z fr. "Praca, sprawiedliwość, solidarność").
W latach 1984–1993 na tarczy herbowej obok gałązki oliwnej znajdowały się skrzyżowane miecz i karabin.